# 泰耶
泰耶（法語：Teillé，法語發音：[tɛje] ⓘ）是法国大西洋卢瓦尔省的一个市镇，属于沙托布里扬-昂斯尼区。

## 地理
泰耶（47°27'42"N, 1°16'47"W）面积28.55 平方千米，位于法国卢瓦尔河地区大区大西洋卢瓦尔省，该省份为法国西北部沿海省份，位于布列塔尼半岛东南部，北起伊勒-维莱讷省，西北接莫尔比昂省，西临大西洋，南至旺代省，东临曼恩-卢瓦尔省。
与泰耶接壤的市镇（或旧市镇、城区）包括：里亚耶、梅桑热、穆泽伊、帕讷塞、埃德尔河畔特朗。

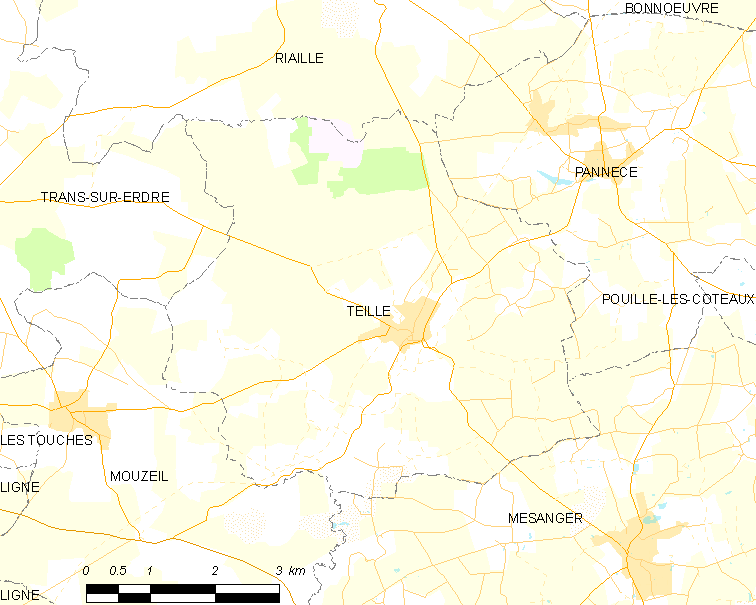
泰耶的OSM定位图

泰耶的时区为UTC+01:00、UTC+02:00（夏令时）。

## 行政
泰耶的邮政编码为44440，INSEE市镇编码为44202。

## 政治
泰耶所属的省级选区为埃德尔河畔诺尔县。

## 人口

1962-2008年间泰耶人口变化图示

泰耶于2022年1月1日时的人口数量为1820人。